# Przemysław Podgórski
Ezechiel Przemysław Podgórski (ur. 10 kwietnia?/22 kwietnia 1879 w Starosielcach, zm. 21 czerwca 1953 w Warszawie) – polski działacz niepodległościowy, inżynier.

## Dzieciństwo, studia
Przemysław Podgórski uczył się w 7. gimnazjum moskiewskim od 1890 roku. Po jego ukończeniu w 1898 roku zdał maturę i dostał się na wydział prawa Cesarskiego Uniwersytetu Moskiewskiego. Był członkiem Związku Młodzieży Polskiej „Zet”. W marcu roku 1899 brał udział w zamieszkach studenckich w 1899 roku w Moskwie. W wyniku oskarżenia o dwukrotny udział w nich został usunięty z uczelni i zesłany administracyjnie na wyjazd z Moskwy. Wyjechał do majątku Stryżawka koło Winnicy. W wyniku odwołania, w którym wyjaśnił, że brał udział tylko w jednych zajściach, uzyskał prawo do powrotu na studia, ale na inny kierunek. Wybrał wydział fizyko-matematyczny, kierunek matematyka. Do końca roku akademickiego uniwersytet był zamknięty i dopiero od września 1899 roku mógł wrócić na studia. Uczył się u m.in. u Iwana Kabłukowa i Witolda Ceraskiego. Studiował jeden rok (1899/1900) i we wrześniu roku 1900 przeniósł się do Warszawy, gdzie kontynuował studia na Wydziale Mechanicznym Instytutu Politechnicznego do 1905 roku. W związku z działalnością niepodległościową został usunięty ze studiów i nie otrzymał dyplomu.
W czasie studiów i po nich odbywał szereg praktyk w zakładach budowlanych, elektrotechnicznych i kanalizacyjnych. Wsławił się w tym czasie tym, że – będąc praktykantem na Kolei Warszawsko-Wiedeńskiej – zatrzymał pociąg, który ruszył bez maszynisty. Dostał za to swoje pierwsze odznaczenie.
W 1906 roku wyjechał do Belgii, gdzie w 1911 roku uzyskał dyplom inżyniera-elektryka w Instytucie Elektrotechnicznym Montefiorego na Uniwersytecie w Liège.
Maria Dąbrowska pisała o Przemysławie Podgórskim w swoich Dziennikach:

Pamiętałam go z roku 1910 ze zjazdu filareckiego w Leodium, gdzie studiował. Należał wtedy do młodzieży tzw. narodowej, która się miała z nami na gruncie dążenia do niepodległości połączyć. Zwrócił na tym zjeździe uwagę na siebie niepohamowaną skłonnością do wykrzykników z miejsca, którymi przerywał i zaczepiał nie podobające mu się przemówienia bardziej lewicowych kolegów. Na mnie zrobił wówczas wrażenie wyjętego ze szkiców Norblinowskich, młodego, sejmikowego szlachcica, tylko dlatego nie rąbiącego na oślep szablą, że jej nie miał. Razem z „secesją” Narodowej Demokracji, z Narodowym Związkiem Chłopskim i Robotniczym i tzw. Drużynami Bartoszowymi przystał po wybuchu wojny do akcji Piłsudskiego i w Lublinie odnowiliśmy znajomość (…). Przesuwa się w moim wspomnieniu właściwie tylko jego twarz przy tej lub owej okazji spotykana (w późniejszych latach w Warszawie na ulicy albo w tramwaju) i wysoce dla mnie sympatyczna. Twarz wybitnie polska w dobrym znaczeniu tego słowa, bardzo męska i zarazem niewymownie łagodna i dobroduszna, o miękkim, ale ładnym owalu, ciemnym, krótkim zwaliście grubym wąsie, rumianych ustach, ślicznych w uśmiechu zębach i jasnych w ciemnej oprawie oczach. Tchnęło z niej coś z gruntu dobrego, co jednak, jak pamiętałam, potrafiło się przeistaczać w wyraz dzikiej zapalczywości.

## Praca
W 1912 roku wrócił do Warszawy, gdzie rozpoczął pracę w kolejno w spółkach: Godlewski, Muśkiewicz i S-ka i w Zuckier, Brygiewicz, Wojzbun. W tymże roku uzyskał prawo podpisywania projektów w Elektrowni Warszawskiej i założył też spółkę „«Koneczny i Podgórski» Inżynierowie. Biuro Elektrotechniczne, ul. Żurawia 24”. Pracował w tej spółce do 1914 roku, kiedy to pozostawił ją Konecznemu i przeniósł się do Lublina, gdzie uruchomił z kolei Biuro Elektrotechniczne pod nazwą „P. Podgórski, H. Jaworski, inżynierowie”, które po 1915 roku prowadził samodzielnie. Przedmiotem działania spółki była dzierżawa i eksploatacja elektrowni blokowej w centrum Lublina, która obsługiwała całe centrum miasta. Wkrótce wydzierżawił kolejne elektrownie, na Piaskach oraz przy ul. Bychowskiej, planując połączenie tych elektrowni jedną linią energetyczną. W 1918 roku rozszerzył działalność na Puławy, gdzie zarejestrował spółkę akcyjną, której celem była budowa i eksploatacja elektrowni zasilanej torfem i węglem dostarczanym Wisłą. Był członkiem Związku Właścicieli Elektrowni w Polsce.

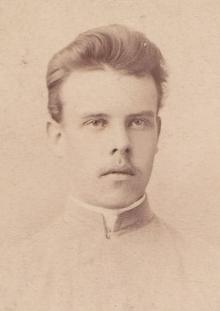
Przemysław Podgórski około 1900 roku

Po śmierci syna (Jana) w 1919 roku załamał się psychicznie. Zlikwidował wszystkie swoje interesy biznesowe, przekazując je swoim pracownikom. Wyjechał do Częstochowy, gdzie został inspektorem pracy i uczył elektrotechniki w miejscowej szkole zawodowej.
Po przeniesieniu szkoły do Warszawy, przeniósł się wraz z nią, kontynuując pracę nauczyciela.
W latach 1932–1935 współinicjował działania dążące do odrzucenia oferty koncernu Harrimana dotyczącej elektryfikacji znaczącej części Polski. Walkę tę wygrał doprowadzając koncern ten do upadku. Wkrótce potem założył Towarzystwo Przyjaciół Elektryfikacji Polski im. Gabriela Narutowicza. Namówił Aleksandra Lednickiego, ówczesnego prezesa Banku Polsko-Amerykańskiego, aby został jego prezesem. Dzięki temu było możliwe utworzenie Polsko-Amerykańskiej Spółki Akcyjnej Elektryfikacji Polski, działającej w oparciu o polskie i amerykańskie kapitały. Śmierć Lednickiego w 1934 roku pokrzyżowała te plany.
Podgórski złożył wtedy – w imieniu Towarzystwa Przyjaciół Elektryfikacji Polski – Zarządowi Miejskiemu w Warszawie ofertę budowy podziemnej kolei elektrycznej na trasie Młociny – Wilanów i Okęcie – Wawer na zasadzie dziesięcioletniej koncesji z prawem wcześniejszego wykupu przez miasto. Niestety w sytuacji braku decyzji miasta, po półrocznym oczekiwaniu kapitały amerykańskie zostały wycofane. Zgodnie z ofertą trasa Wilanów–Młociny miała być ukończona w 1936 roku, a trasa Okęcie – Wawer – w 1937 roku. Cały projekt miał być zrealizowany w oparciu o polskich dostawców, z wyjątkiem systemu sygnalizacji i blokady (w Polsce nie było odpowiedniego know-how). Na całej trasie miały być 2 tory o szerokości kolejowej w osobnych tubach, tunel miał być na 20–30 m głębokości, wyjście windami, szybkość kolejki – 80 km/godz.
Zgodnie z inną propozycją Podgórskiego – uregulowania Wisły – rozpoczęto budowę stopnia we Włocławku.
Podgórski całe życie interesował się tematyką BHP. Na przełomie lat 20. i 30. był redaktorem czasopisma „Inspektor Pracy”. Był zwolennikiem tzw. angielskiego modelu inspekcji pracy.
W czasie II wojny światowej uruchomił i prowadził fabrykę produkcji i naprawy wag pod nazwą „Dybiec i S-ka”. Fabryka została zniszczona w czasie powstania warszawskiego. Brał udział w konspiracji udzielając pomocy przy produkcji elementów do wyrobu broni.
Po wojnie wykładał maszynoznawstwo oraz BHP w szkołach zawodowych, od 1 maja 1948 roku pracował na pół etatu w Polskim Komitecie Normalizacyjnym w dziale BHP i normalizacji.

## Działalność niepodległościowa i społeczna

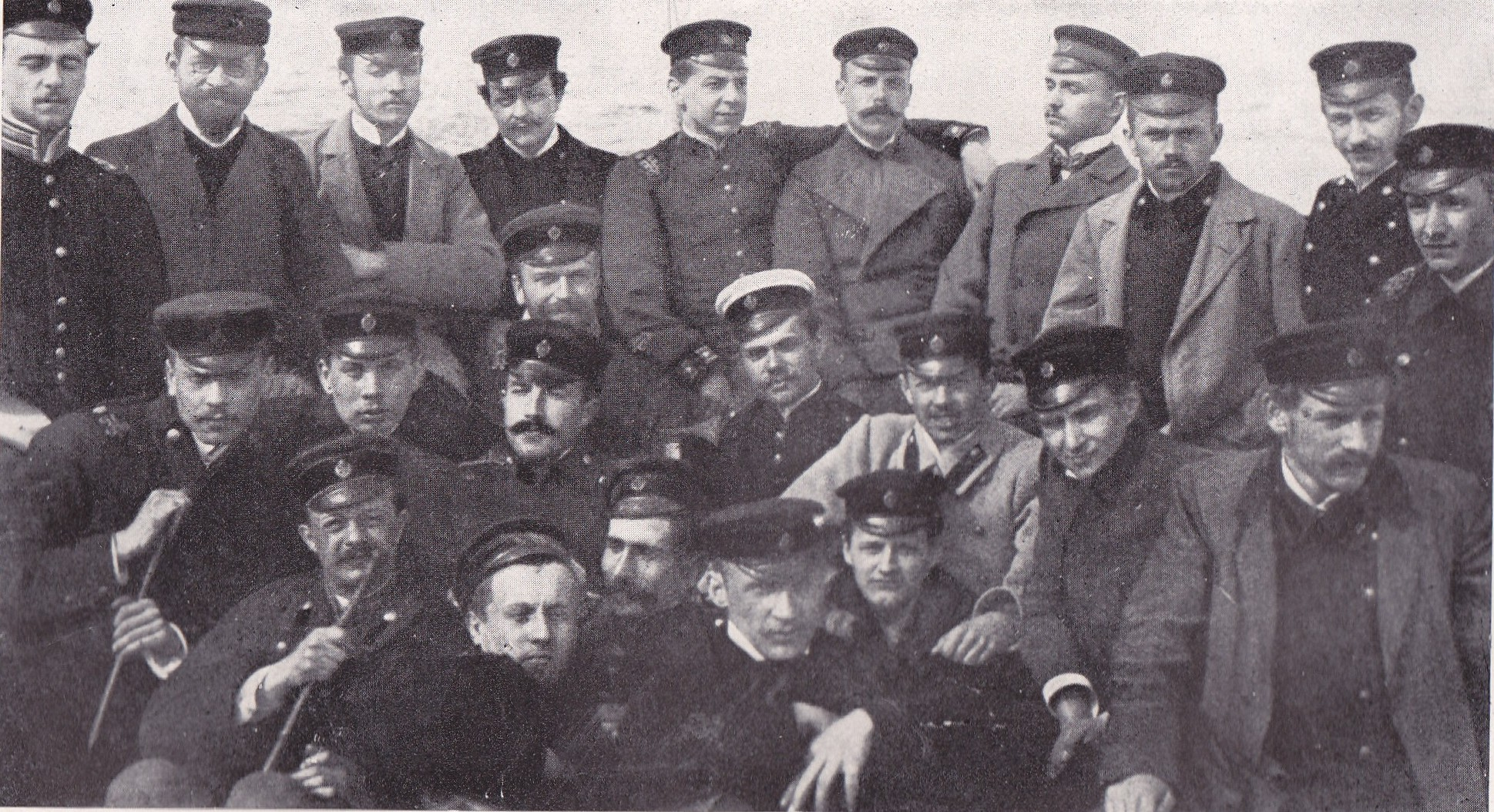
Grupa członków Zjednoczenia Studentów Politechniki Warszawskiej w 1903 roku Przemysław Podgórski stoi szósty z lewej

W czasie studiów w Warszawie został przyjęty do Koleżeńskiej Grupy Zetowej, później również do Koła Braterskiego „Zetu”. Działał również w środowiskach robotniczych i rzemieślniczych w ramach Związku im. Jana Kilińskiego, będącego ekspozyturą Ligi Narodowej, stając po pewnym czasie na jego czele. Już w październiku 1901 roku był członkiem „Zjednoczenia Studentów Politechniki Warszawskiej” (ZSPW). 13 października 1901 roku został członkiem 4-osobowej pełnomocnej komisji ZSPW, mającej na celu nawiązanie stosunków z korporacjami polskich studentów w Królestwie Kongresowym i Rosji. W 1901 roku wyjechał na Podlasie i Polesie, gdzie – będąc również jednym z emisariuszy Związku Młodzieży Polskiej – organizował wystąpienia młodzieży gimnazjalnej w sprawie przywrócenia nauki religii w języku polskim we wschodniej części Królestwa, gdzie władze rosyjskie już zdążyły zrusyfikować modlitwę szkolną i naukę religii. Do wystąpień tych doszło w styczniu 1902 roku i Podgórski w nich uczestniczył (w Siedlcach). Był również jednym z organizatorów strajku i wiecu studentów uczelni warszawskich w 1905 roku w ramach strajku szkolnego. Zaraz po studiach na Politechnice był aktywnym działaczem i jednym z przywódców Narodowego Związku Robotniczego (NZR), działającego od 1905 roku. Należał również do aktywu Związku Unarodowienia Szkół (ZUS).
W czasie studiów w Liège został członkiem, a wkrótce potem przewodniczącym Zagranicznego Komitetu Okręgowego „Zetu”, działającego na całym terenie Europy Zachodniej. Był również komendantem Związku Strzeleckiego „Strzelec” w Liège. W latach 1907–1908 był Przewodniczącym Zjednoczenia Młodzieży Narodowej za granicą. W latach 1909–1910 był członkiem Centralizacji „Zetu”. W czasie pobytu w Liège spotkał się z Zygmuntem Miłkowskim-Jeżem, który powołał go na jednego z trzech dyspozytariuszy Skarbu Narodowego, reprezentującego zabór rosyjski.
Od 1914 roku – po przeprowadzce do Lublina – działał w tajnym Komitecie Niepodległościowym, a po ewakuacji Rosjan z Lublina stworzył – wraz z Władysławem Kunickim i Edwardem Supronowiczem – już jawną organizację o nazwie Wydział Narodowy Lubelski (WNL), którym kierował wraz z Juliuszem Poniatowskim. Wydział ten stanowił regionalną strukturę Centralnego Komitetu Narodowego w Warszawie, której członkiem był  także Podgórski (grudzień 1915 – maj 1917). W listopadzie 1916 roku, po proklamowaniu Królestwa Polskiego przez państwa centralne, podpisał w imieniu WNL (wraz z Pawłem Jankowskim i Jerzym Mączewskim) wspólnie z Klubem Polskim i Ligą Państwowości Polskiej, deklarację, w której domagał się m.in. powołania polskiego rządu, zwołania Sejmu i stworzenia poborowej armii polskiej, zastrzegając, że na jej czele musi stanąć Józef Piłsudski. W latach 1916–1918 był członkiem Polskiej Organizacji Wojskowej w Lublinie, kierując tym ruchem wraz z Janem Zdanowiczem-Opielińskim. Na początku 1918 roku został członkiem Straży Kresowej w Lublinie i już 5 marca 1918 roku w czasie zjazdu delegatów kół Straży Kresowej wszedł w skład jej Zarządu Głównego.
Po odzyskaniu niepodległości 7 listopada 1918 roku został utworzony Tymczasowy Rząd Lubelski Ignacego Daszyńskiego. Tekę ministra komunikacji w tym rządzie objął Jędrzej Moraczewski. Ponieważ jednak Moraczewski nie przyjechał do Lublina z powodu choroby, Podgórski objął stanowisko nadzwyczajnego komisarza rządowego ds. kolejnictwa.
Wtedy wstąpił też do PSL „Wyzwolenie” blisko współpracując ze Stanisławem Thuguttem.
W 1929 roku został Przewodniczącym Komitetu Wykonawczego Ogólnopolskiego Zjazdu Uczczenia Pamięci o Szkołę Polską.
W 1934 roku Podgórski wszedł w skład Komitetu Honorowego Zjazdu 50-lecia „Zetu”.
Przed Godziną „W” powstania warszawskiego dowódca Rejonu V Obwodu Mokotów AK Czesław Szczubełek „Jaszczur” wybrał jego dom ul. Powsińskiej 24 (obecnie Powsińska 104) na siedzibę dowództwa Rejonu.

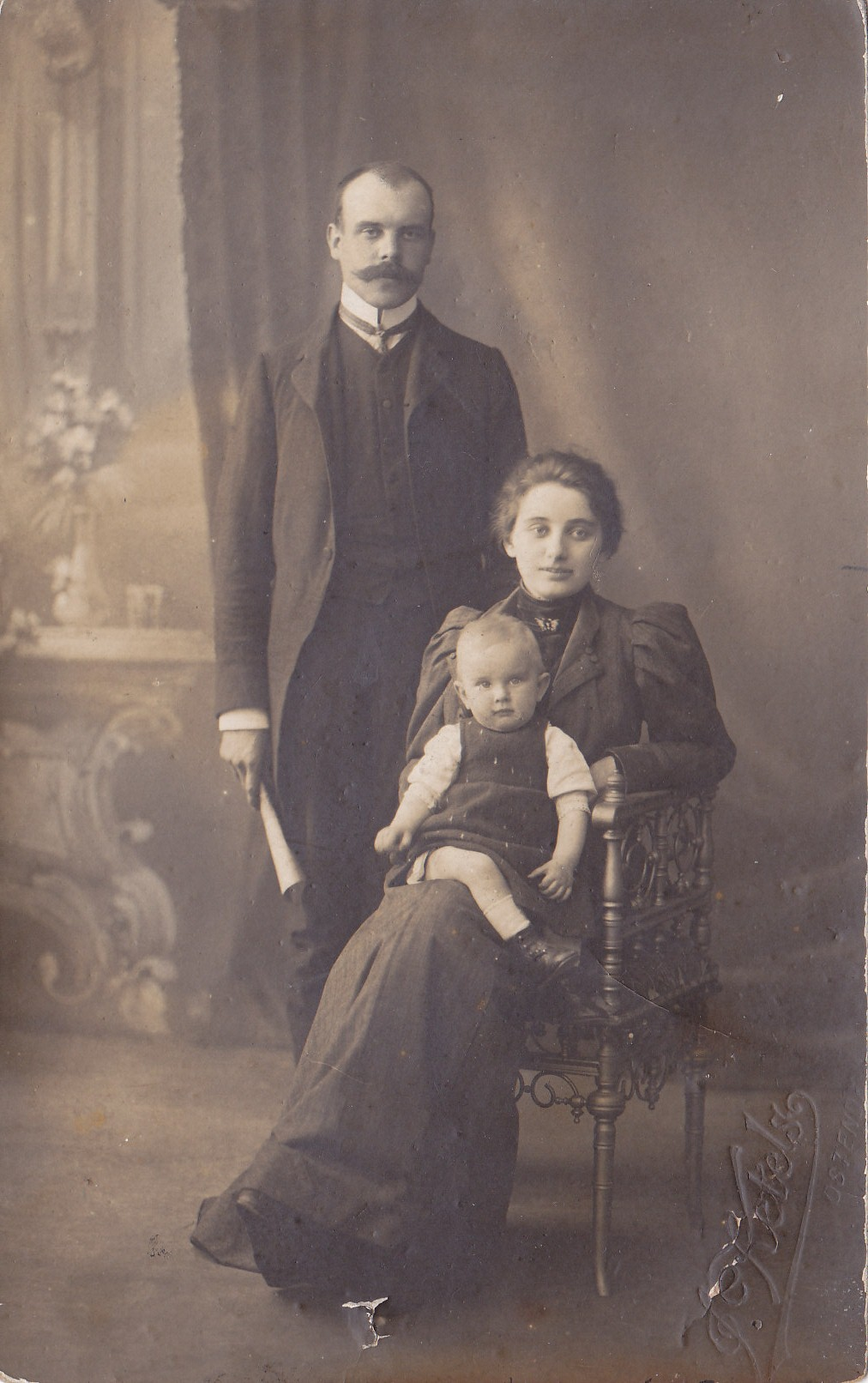
Przemysław i Anna Podgórscy w 1907 roku razem z córką Marią, później Piskorską

Podgórski był jednym z pionierów wioślarstwa w Polsce, był długoletnim działaczem „Ogniwa”.

## Życie prywatne

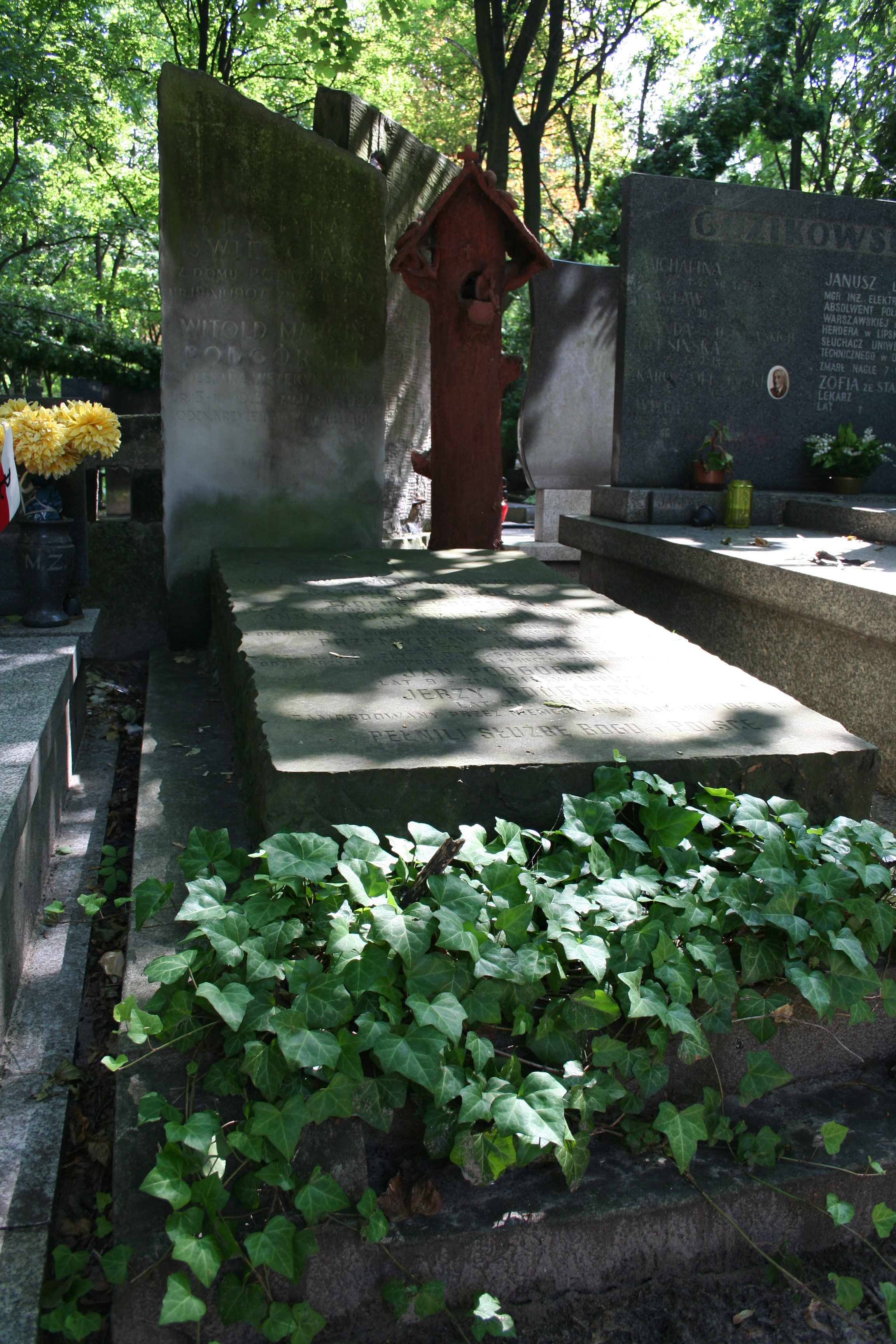
Grób Przemysława i Anny Podgórskich na warszawskim cmentarzu Powązkowskim

Przemysław Podgórski był synem notariusza Ignacego Sylwestra Podgórskiego (1847–1904) i pisarki Wandy z Turskich (1859–1911). Był bratem:
- Janiny, pierwszej polskiej adwokatki, późniejszej żony Stanisława Jurkiewicza, ministra w kilku rządach II RP.
- Zbigniewa Szczęsnego Gracjana Podgórskiego (1882– po 1935) – sędziego pokoju Sądu Okręgowego w Warszawie
- Jadwigi Podgórskiej (1885–1948) – dr chemii
- Mieczysława Podgórskiego (1884–1917) – lekarza[18]
- Zdzisława Podgórskiego (1888–1944) – majora Wojska Polskiego (II RP)
- Witolda Klemensa Michała Podgórskiego (1890–1962) – porucznika Wojska Polskiego (II RP)
- Zofii Podgórskiej (1894–1894).

W czasie studiów, w 1904 roku ożenił się z Anną Kostecką, również działaczką „Zetu”. Miał z nią córki: Marię (1906–1980), późniejszą żonę Tomasza Piskorskiego i Krystynę Paszkowską-Świeściak (1907–1987) oraz synów: Jana (1910–1919), Witolda (1915–1992) i Jerzego (1922–1943), który zginął w Majdanku.
W 1926 roku Przemysław Podgórski zbudował dom – tzw. Willę Podgórskich na obrzeżach (wtedy) Warszawy przy ul. Powsińskiej w pobliżu kościoła św. Antoniego z Padwy, u zwieńczenia fosy Bernardyńska Woda. W domu tym mieszkał do śmierci w 1953 roku.
Spoczywa w grobowcu rodzinnym na cmentarzu Powązkowskim w Warszawie (kwatera 195-2-8).

## Ordery i odznaczenia
- Krzyż Niepodległości z Mieczami (27 czerwca 1938)[21]
- Krzyż Oficerski Orderu Odrodzenia Polski (10 listopada 1928)[22]
- Krzyż Kawalerski Orderu Odrodzenia Polski
- Odznaka pamiątkowa Polskiej Organizacji Wojskowej